# 제163보병사단 (독일 국방군)

초기 사단 마크

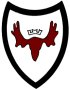
후기 사단 마크

독일 163 보병사단은 1939년 11월에 창설되었다. 1940년 4월, 사단은 노르웨이 침공 작전인 베저위붕 작전에 동원되어 오슬로, 크리스티안샌드, 아렌다, 스타방게르 등에서 작전했다. 그 후 1941년 6월까지 노르웨이에 주둔하면서 바르바로사 작전 중 스비르강(Svir River)을 따라 제2차 소련-핀란드 전쟁을 치르고 있는 핀란드군을 지원했다.
1942년 2월, 사단은 36 산악군단 (군단장 : 에두아르드 디틀 중장)에 배속되어 1944년 가을에 핀란드에서 노르웨이로 철수할 때까지 핀란드에 주둔했다. 1945년 초 사단은 다시 독일로 이동하여 베를린 포위전에 예비대로 대기하고 있던 중, 포메라니아에서 소련군에 의해 전멸되었다.

## 더 읽어보기
- 베저위붕 작전, 노르웨이 전역 전투 서열
- 제2차 소련-핀란드 전쟁
- 독일 36 산악군단
- 제2차 세계 대전 독일군 사단 목록, 사단 (군사), 군사 조직
- 독일 육군, 독일 육군 (2차대전)

## 영문판의 참고 문헌
- Pipes, Jason. "163.Infanterie-Division". Retrieved April 9, 2005.
- Wendel, Marcus (2004). "163. Infanterie-Division". Retrieved April 9, 2005.
- "163. Infanterie-Division". German language article at www.lexikon-der-wehrmacht.de. Retrieved April 9, 2005.

## 같이 보기
- 베저위붕 작전
- 계속 전쟁
- 사단 (군사)
- 독일 국방군의 사단 목록